# Big Striker
Big Striker, noto in Europa per il bootleg Best League, è un videogioco di calcio pubblicato nel 1992 dalla Jaleco.
In un periodo di grande diffusione degli arcade di calcio, la rivista Computer+Videogiochi lo giudicò di buona grafica ma un po' poco fluido nell'azione.
Best League, il bootleg prodotto dalla Playmark (autrice di diversi bootleg arcade) nel 1993, si presentava come il primo (e molto probabilmente unico) videogioco arcade di calcio della storia interamente dedicato alla Serie A italiana. La Playmark clonò il gioco lasciando la scheda non marcata e aggiungendo adesivi recanti il logo dell'azienda sulle EEPROM.
Non si tratta del primo coin-op di calcio prodotto dalla Jaleco: nel 1988 l'azienda nipponica ne pubblicò due, ovvero Dynamic Shooting e Kick Off, solo omonimo del Kick Off per computer e console, grande successo della Anco.

## Modalità di gioco
La visuale di gioco è isometrica, con scorrimento in tutte le direzioni e campo orientato in orizzontale. La giocabilità ricorda alcuni giochi precedenti, ma ci sono anche alcune innovazioni, tra queste l'utilizzo di un terzo pulsante per effettuare delle finte per evitare i marcatori avversari. Con il primo pulsante in fase di possesso palla si effettuano passaggi diretti ai compagni: in base al tempo di pressione si può decidere l'altezza e la lunghezza del passaggio stesso; è possibile anche effettuare passaggi al volo; in fase di non possesso palla si effettua una scivolata allo scopo di rubare palla all'avversario.
Con il secondo pulsante se si è distanti dalla porta avversaria si calcia la palla lunga e alta come a volerla spazzare via dalla zona, mentre quando si è in prossimità dell'area di rigore avversaria si effettua un tiro in porta angolabile; se si utilizza tale pulsante su una palla alta o in rimbalzo si effettua un tiro di prima che varia a seconda dell'altezza della palla da terra (rovesciata, semirovesciata, tiro di prima, colpo di testa in elevazione). Con il terzo pulsante in fase di possesso palla si effettua una finta (bicicleta, cuauhtemiña o doppio passo) rendendo in quel momento il giocatore invulnerabile agli attacchi in scivolata da parte degli avversari; è da notare che dopo aver effettuato una finta serve del tempo prima di poterne effettuare una nuova.
Quando si è vicini all'area avversaria in basso appare un'inquadratura della propria panchina con i compagni che incitano la squadra; se in quel momento si è decentrati su una delle due fasce il riquadro della panchina presenta la scritta "centering", proponendo quindi al giocatore di effettuare un cross in area. Le squadre selezionabili sono otto e i livelli sono sette. Come da cliché per i giochi del tempo non sono presenti divise di riserva.
Sono presenti due situazioni meteorologiche: sole e pioggia.

## Squadre selezionabili

### Big Striker
- Germania
- Italia
- Spagna
- Regno Unito (in realtà inesistente come Nazionale maggiore)
- Brasile
- Argentina
- Stati Uniti
- Giappone

### Best League
- Juventus
- Milan
- Inter
- Roma
- Sampdoria
- Torino
- Fiorentina
- Napoli